# Tres Cipreses
Tres Cipreses (o 3 Cipreses) fue el primer sello discográfico español independiente fundado a principios de 1982 por Eduardo Benavente, Ana Curra, Fernando Urrutia y Andrés Cuadrado con vistas a publicar a los grupos Parálisis Permanente y Gabinete Caligari, a raíz del éxito del EP compartido de ambos grupos. Eduardo Benavente y Ana Curra se ocuparon de la parte artística hasta el fallecimiento de Benavente en 1983.
El sello se convirtió en uno de los más importantes inmediatamente como uno de los más importantes de la explosión de sellos independientes de comienzos de los años 1980, sobre todo por el éxito del primer LP de Parálisis Permanente. 
Durante el primer año del sello, aparte de los dos grupos principales citados, sólo publicaron en el sello también los malagueños Cámara y Los Seres Vacíos, en aquel momento una suerte de grupo paralelo de Parálisis Permanente con Ana Curra a la cabeza. En 1983, la escudería de Tres Cipreses se amplió con dos grupos barceloneses, Loquillo y los Trogloditas, que como tales editaron en este sello sus primeros discos, y Desechables. 
Entre finales de 1983 y principios de 1984 Tres Cipreses pasó a convertirse en un subsello de DRO. En esta nueva etapa se publicaron, aparte de nuevos y exitosos álbumes de algunos de los grupos mencionados, discos de Los Coyotes, Los Nikis, Academia Parabüten, PVP...

## Historia
Tras la negativa de Hispavox a publicar material de Parálisis Permanente, a pesar de que dos de sus miembros (Eduardo Benavente y Nacho Canut) eran parte también de los exitosos Alaska y los Pegamoides, se decidieron a montar su sello independiente. Siguiendo el ejemplo de lo que habían hecho antes Esplendor Geométrico y Los Nikis, Parálisis Permanente optaron por publicar por su cuenta su primer material con el sello discográfico de Navarra Tic-Tac, en forma de un EP compartido con sus amigos de Gabinete Caligari. El disco se grabó en octubre de 1981 y se editó a finales de enero de 1982 bajo el sello «Tic Tac–Tres Cipreses» con la referencia TT5–3C D.
Las mil copias iniciales del EP compartido se vendieron rápidamente. Por eso Servando Carballar, del sello DRO, que acababa de comenzar también (en enero de 1982 salía el EP Nuclear sí de Aviador Dro), propuso a Parálisis Permanente lanzar un nuevo EP en su sello, Quiero ser santa, que salió en primavera como la referencia DRO-002 del sello de Carballar. Entre tanto, con ayuda de este, se creó por fin como tal el sello Tres Cipreses, en torno a los dos grupos del EP compartido, que eran además los dueños y fundadores del sello según ciertas fuentes. El sello debutó propiamente con el sencillo «Olor a carne quemada» de Gabinete Caligari, hacia mayo-junio de 1982. La siguiente referencia fue la reedición del EP Quiero ser santa.
El nombre del sello responde a la tendencia post punk «siniestra» (dark wave, gothic) de los dos grupos para los que se creó. El logo consistía en la silueta de tres cipreses. En España es habitual la presencia de estos árboles en los cementerios.
La tercera referencia de Tres Cipreses fue el LP de Parálisis Permanente, El acto, grabado en julio y publicado en octubre de 1982. El álbum se convirtió en poco tiempo en un gran impacto, el mayor éxito de una compañía independiente hasta la fecha, si bien fue superado unos meses después por el primer LP de Siniestro Total. El sello crecía, y a finales de 1982 salió un nuevo disco de Gabinete Caligari y se amplió la escudería con un sencillo del grupo Cámara, de Málaga, y otro de Los Seres Vacíos, con Ana Curra, Eduardo Benavente y miembros de Parálisis Permanente.
A comienzos de 1983 más grupos fueron reclutados para el sello: los madrileños, y también «siniestros», La Fundación y los rockers barceloneses Loquillo y los Trogloditas, con sendos singles. En primavera se comenzó a grabar el LP de estos últimos, que en principio debía ser producido por Eduardo Benavente, y también se comenzó a preparar un EP para los asimismo barceloneses Desechables, grupo entre el punk y el psychobilly. La accidental muerte de Benavente el 14 de mayo afectó a la publicación de estos dos últimos proyectos. A ello se añadió la crisis de la distribuidora Pancoca, que afectó a muchos de los sellos independientes (DRO, GASA, etc). Sobre la crisis de Tres Cipreses, Esteban Torralva, promotor del sello, explicaba un año después: «Quisimos hacer una nueva experiencia con otra música y vivir de ello, pero fracasamos porque llegamos tarde a este invento y porque nos faltaba experiencia».
Estos hechos condujeron a la absorción de la discográfica por DRO, con la que comenzó una nueva etapa de Tres Cipreses como subsello, la cual empezó con éxitos relativamente fuertes ya a comienzos de 1984, gracias a los LP de Loquillo y Trogloditas y Gabinete Caligari. En el resto de la década, fueron publicando en el sello grupos importantes como Los Coyotes, Los Nikis, Academia Parabüten, etcétera, y en ocasiones se editó material de grupos extranjeros (por ejemplo The Meteors).